# Morris Eight
La Eight è un'autovettura prodotta dalla Morris dal 1935 al 1948.
Il modello fu ispirato dalla Ford Model Y. Il successo della Eight consentì alla Morris di riguadagnare la posizione di prima casa automobilistica nel Regno Unito per volumi di vendita.
La vettura era a trazione posteriore e possedeva il motore montato anteriormente.

## Morris Eight Serie I (1935–1937)
La Eight fu introdotta nel 1935. Questo modello era mosso da un motore a quattro cilindri in linea da 918 cm³ di cilindrata e valvole laterali, che possedeva un albero motore con tre supporti di banco ed un carburatore singolo. Questo propulsore erogava 23,5 CV di potenza. Il cambio era a tre velocità, con i due rapporti più elevati che erano sincronizzati. I freni erano idraulici della Lockheed, e l'accensione era a bobina. L'impianto elettrico era della Lucas, e la corrente elettrica era fornita da una batteria da 6 volt. Il cambio era manuale a tre rapporti.
Il modello era disponibile in cinque versioni, berlina due o quattro porte, torpedo due o quattro porte e furgone. Le torpedo potevano raggiungere una velocità di 93 km/h ed avevano un consumo di carburante di 6,3 L/100 km; le berline erano invece più lente. Al momento del lancio, un esemplare a telaio nudo, cioè senza carrozzeria, che era installata dal cliente, era offerta a 95 sterline. Per gli acquirenti che desideravano una vettura completa, i prezzi oscillavano invece tra le 118 sterline per una torpedo, e le 142 sterline per una berlina. I paraurti e gli indicatori di direzione era offerti tra gli optional.
Rispetto all'Austin 7, che era paragonabile per il prezzo ma non per le dimensioni (queste ultime erano infatti maggiori nell'Austin 7), la Morris Eight del 1934/35 era ben equipaggiata. La strumentazione, che era completa, comprendeva il tachimetro, l'odometro, la spia della pressione dell'olio, quella del livello del carburante e l'amperometro. La progettazione più moderna della Eight si rifletteva anche sulle prestazioni superiori dei freni idraulici a tamburo da 8 pollici. A differenza della Ford Model Y, la Eight possedeva dei tergicristalli elettrici. Inoltre, la carreggiata relativamente ampia forniva stabilità anche durante l'impostazione di curve strette.
Il nome "Serie I" fu usato per la prima volta nel giugno del 1935. Di questa generazione di Eight ne vennero prodotti 164.102 esemplari

## Morris Eight Serie II (1938)
Nel 1938, come gli altri modelli Morris, la Eight fu oggetto di un restyling. La calandra, invece di essere placcata in metallo, era verniciata, e le ruote a raggi furono sostituite da ruote piene. Il motore e la meccanica rimasero immutati. Il primo, infatti, era a quattro cilindri in linea da 918 cm³ di cilindrata e valvole laterali, come nella serie precedente.

## Morris Eight Serie E (1938–1948)
La Serie E fu annunciata nell'ottobre del 1938. Rispetto alla generazione precedente, la nuova serie aveva una calandra rinnovata e dei fanali installati sui parafanghi. Erano inoltre assenti i predellini laterali. Il modello ora era più lungo, largo e pesante, nonostante il passo fosse più corto di 25 mm. Il bagagliaio era accessibile dall'esterno, ed il cofano motore era incernierato posteriormente. Il motore, simile a quello delle Serie I e II, venne rivisto. La testata fu aggiornata, ma la cilindrata rimase 918 cm³. Il propulsore restò a quattro cilindri in linea e valvole laterali, ma ora erogava 29 CV. L'albero a gomiti era controbilanciato. Il cambio ora era a quattro rapporti, con le tre marce più alte che erano sincronizzate. L'impianto elettrico Lucas rimase a 6 volt, ma ora era installato un regolatore di tensione applicato alla dinamo. La velocità massima raggiunta dal modello era di 93 km/h. La Eight era disponibile con quattro tipi di carrozzeria, berlina due o quattro porte e torpedo due o quattro porte.
Durante la seconda guerra mondiale la produzione continuò per le forniture militari, civili e, in piccola parte, anche per le esportazioni. La produzione totalmente civile riprese nel 1945, a conflitto terminato, ma senza la versione torpedo, perlomeno sul mercato britannico. In Australia, comunque, una fiorente industria di carrozzieri continuò a fornire corpi vettura torpedo ai modelli nudi (cioè solo con telaio e meccanica) importati.
Il motore della Eight fu usato anche dopo che la vettura fu tolta dal mercato. Venne installato sulla Morris Minor dal 1948 al 1953.
Un modello molto simile alla Morris Eight fu la Wolseley Eight, che fu preparata negli anni trenta per essere offerta al pubblico dopo la seconda guerra mondiale.

## Morris Serie Z (1940–1954)
Una versione commerciale della Serie E, che aveva una capacità di carico di 5 cwt e che fu denominata Serie Z, venne prodotta dal 1940 al 1954. Vennero assemblati oltre 51.000 esemplari. Questo modello montava un da un motore a quattro cilindri in linea da 918 cm³ di cilindrata e valvole laterali.
Oltre che nel Regno Unito, la Serie Z venne assemblata anche in Australia, dove venivano importati i modelli nudi (cioè solo con telaio e meccanica). Nella nazione oceanica veniva poi installata la carrozzeria.
Il modello era disponibile in due versioni, furgone due porte e pick-up due porte.